# Serge Nigg
Serge Nigg (París, 6 de junio de 1924 - París, 12 de noviembre de 2008) fue un compositor francés.

## Biografía
Nigg nació en París el 6 de junio de 1924. A los 17 años, en 1941, ingresó en el Conservatorio de París, estudiando armonía con Olivier Messiaen y contrapunto y fuga con Simone Plé-Caussade. 
Desde 1943, comenzaron a interpretarse sus obras en concierto, como el Concerto pour piano et instruments à vent y el Concerto pour piano et orchestre à cordes —en los conciertos de "La Pléiades" en el «Théâtre des Champs-Elysées» con la «Orchestre National»— o la Sonata para piano nº 1. Cuando solo tenía 19 años, en 1944, Timour, su primera obra sinfónica inspirada en el personaje de Tamerlán, fue estrenada por la «Orchestre National» bajo la dirección de Roger Désormière.
Dejó el Conservatorio en 1945 y conoció a René Leibowitz, con quién comenzó a estudiar la nueva técnica dodecafónica, que ejercerá una gran influencia después de la guerra. En 1946 escribió la primera obra estrictamente dodecafónica que se compuso en Francia, las Variations pour piano et 10 instruments, obra que interpretó él mismo como solista en el «I Festival International de Musique dodécaphonique» organizado en 1947 en París por Leibowitz. La obra también fue interpretada luego en Londres, Bruselas y en el Festival de la S.I.M.C. de Palermo, en 1949.
Después compuso las Quatre mélodies sur des poèmes de Paul Eluard, el ballet Billard y el poema sinfónico Pour un poète captif, una obra estrenada en 1951 en el «Festival de Mayo» de Praga, con la Orquesta Filarmónica de Praga dirigida por Karel Ančerl.
No experimentando ningún gusto por las búsquedas puramente abstractas y formales, desde finales de los cincuenta comienza a distanciarse de la técnicas seriales de moda entre los jóvenes músicos de la época, que contribuían a secar y esterilizar su inspiración. Hacia los años 1960 su música derivará, más tarde, hacia una síntesis de dicha técnica y de la tradición hedonista francesa, de gran refinamiento y belleza armónica, de la que toda austeridad, toda sistematización parece haber sido excluidas. En este periodo de equilibrio donde los problemas de "lengua musical", de vocabulario, de sintaxis están en vías de solución, nacen sus obras de madurez: La Jérôme Bosch Symphonie, una sinfonía inspirada por los trípticos del pintor holandés o Le jardin des délices terrestres (1960, encargo del Festival de Strasbourg).
En 1961 se fundó el famoso grupo «Les Percussions de Strasbourg», integrado por seis instrumentistas excepcionales y para su primer concierto público, la Radio encargó a Serge Nigg una obra que pusiese de manifiesto el virtuosismo del conjunto. Escribió la pieza Histoire d'œuf, un cuento musical sacado de la Anthologie nègre de Blaise Cendrars, escrito para seis percusionistas, dos recitantes, piano y celesta. La obra será difundida en muchos países y traducida a muchas lenguas (inglés, fines, serbo-croata (Festival de Zagreb) y alemán (Radios de Berlín, Hamburgo, Fráncfort, Colonia, Sarrebruck).
Otro encargo del Festival de Strasbourg fue la obra Le chant du Dépossédé, concebida a partir de las “notas poéticas” de Stéphane Mallarmé (publicadas con el título Pour un Tombeau d'Anatole, en 1961, notas inspiradas por la muerte de su hijo de malaria a los ocho años en 1879). 
Entre 1965 y 1967, compuso por encargo del Festival de Besançon, la obra Visages d'Axël, una pieza sinfónica en dos partes. Fue estrenada el 4 de septiembre e 1967 por Antal Doráti en Beçancon, y es una de sus obras más interprestadas (París, Luxemburgo, Palermo, Hanover, Oslo, Quebec, Katowice, Festival de México, Festival de Graz, Estrasburgo, Reims, Toulouse, Philharmonie de Leningrado, Lyon, Nantes, Angers, etc.)
Fulgur —un encargo del Estado estrenada en París por Charles Bruck con la «Orquesta Filarmónica de la Radio»— se inspiró en la obra de Antonin Artaud, «Héliogabale ou l'anarchiste couronné». Tuvo bastantes interpretaciones, como la de Jean Martinon con la Orchestre National (versión televisada en France), la de Jean-Claude Casadesus («Philharmonie de Moscu») o la de Michel Plasson, con la «Orchestre Philharmonique des Pays de Loire».
En 1990 ingresó en la Académie des Beaux Arts.

## Premios y reconocimientos
Ha recibido los siguientes premios y distinciones:
- 1958: Prix Italia (Venecia).
- 1963: Grand Prix de la Communauté Radiophonique des Programmes de Langue Française (Montreal).
- 1974: Grand Prix Musical de la Ville de Paris.
- 1976: Prix Florence Gould (Académie des Beaux-Arts de l'Institut de France)
- 1978: Grand Prix de la SACEM pour l'ensemble de son œuvre (por el conjunto de su obra)
- 1983: Prix Florence Gould (2ª vez).
- 1987: Prix René Dumesnil (Académie des Beaux-Arts).
- 1991: Prix de la Meilleure Création Contemporaine SACEM.

Además ha recibido cinco veces el Grand Prix du disque por diferentes composiciones (ver discografía).

## Catálogo de obras
| Año     | Obra | Tipo                    | Duración |
| ------- | --- | ----------------------- | -------- |
| 1943    | Sonata para piano n.º 1. | Música solista (Piano)  | 11:00    |
| 1944    | Timour, poema sinfónico. | Música orquestal        | 10:00    |
| 1946-47 | Variations pour piano et 10 instruments. | Música instrumental     |          |
| 1947    | Deux pièces pour piano | Música solista (Piano)  | 05:00    |
| 1947    | Concerto pour piano et orchestre à cordes | Música orquestal        |          |
| 1948    | Concerto pour piano et instruments à vent | Música orquestal        |          |
| 1948    | Quatre mélodies sur des poèmes de Paul Éluard [ I. "J'ai fermé les yeux..." II. "Le front aux vitres..3' III. "Rouge amoureuse..." IV. "Il fallait bien..."], pour soprano et piano. | Música vocal (piano)    | 05:30    |
| 1948    | 3 mouvements symphoniques | Música orquestal        |          |
| 1949    | Le fusillé inconnu (oratorio, F. Monod), 1v, spkr, orch, 1949; vocal | Oratorio                |          |
| 1950    | Pour un poète captif, poema sinfónico. | Música orquestal        | 12:00    |
| 1951    | Billard, Ballet. | Ballet                  |          |
| 1952    | Petite cantate des couleurs (Monod), chorus | Cantata                 |          |
| 1953    | Suite pour flûte, violon, viola, violoncello et harpe | Música de cámara        | 16:00    |
| 1953    | Les vendeurs d'indulgences (cant., Eluard), 1v, chorus, orch | Cantata                 |          |
| 1954    | Concerto pour piano et orchestre n.º 1. | Música orquestal        | 25:00    |
| 1956    | Prière pour le premier jour de l'été (cant., L. Masson), spkr, chorus, orch | Cantata                 |          |
| 1957    | Concerto pour violon et orchestre. | Música orquestal        | 28:30    |
| 1958    | L'étrange aventure de Gulliver à Lilliput (con texto de Soupault), obra radiofónica para recitador, coro de niños y ensemble instrumental (Prix Italia 1958 (Venecia). Hay una suite de concierto, 1960) | Música radiofónica      |          |
| 1958    | Le tombeau de Jérôme Bosch, pour piano | Música solista (Piano)  |          |
| 1959    | Jérôme Bosch Symphonie. | Música orquestal        | 22:00    |
| 1959    | Musique funèbre, str | Música instrumental     | 15:00    |
| 1959 )  | La croisade des enfants (texte de Michel Suffran, d'aprés l'œuvre de Marcel Schwob), pour ensemble instrumental (15 instr.) chœur mixte et chœur d'enfants | Música para la radio    | -        |
| 1961    | Concerto pour flûte et orchestre à cordes. | Música instrumental     | 18:00    |
| 1961    | Histoire d'œuf, conte musical (Alain Trutat, d'aprés l'œuvre de Blaise Cendrars), obra radiofónica pour sextuor de percussion, piano, celesta et deux récitants (Grand Prix de la Communauté Radiophonique des programmes de langue Française, Montreal 1963) | Música instrumental     |          |
| 1964    | Le chant du dépossédé (según la obra Pour un Tombeau d'Anatole, de Stéphane Mallarmé), pour baryton, récitant et orchestre | Cantata                 | 26:00    |
| 1965    | Sonata para piano n.º 2 | Música solista (Piano)  | 18:00    |
| 1965    | Sonata para violín (encargada por Christian Ferras, que la estreno en el Carnegie Hall de New York). | Música solista (violín) | 16:00    |
| 1965-67 | Visages d'Axël [I. Le Monde visionnaire, II. Le Monde Passionnel], orchestral. | Música orquestal        | 22:00    |
| 1968-69 | Fulgur, after Artaud: Héliogabale, pour orchestre. | Música orquestal        | 15:30    |
| 1972    | Pièce, pour tropette et piano | Música de cámara        | 07:00    |
| 1970-71 | Concerto pour piano et orchestre n.º 2. | Música orquestal        | 25:00    |
| 1974    | Fastes de l'imaginaire. | Música orquestal        | 15:00    |
| 1975    | Scènes concertantes, pour piano et cordes | Música instrumental     | 22:00    |
| 1976    | Pièce, pour flûte | Música solista (flauta) | 08:00    |
| 1978    | Mirrors for William Blake, pour orchestre. (sym., orch, piano ) | Música orquestal        | 26:15    |
| 1980    | Million d'oiseaux d'or, pour orchestre. | Música orquestal        | 12:30    |
| 1982    | Quatuor à cordes | Música de cámara        | 26:00    |
| 1984    | Sonata para piano n.º 3 | Música solista (Piano)  | 24:00    |
| 1985    | Duo elegiaque pour violoncello et piano. | Música de cámara        | 03:20    |
| 1986    | Du clair au sombre, ciclo para soprano y orquesta de cámara sobre poemas de Paul Eluard. [ I. "j'ai regardé devant moi", II. "Un oiseau s'envole", III. "Je sors au bras des ombres", IV. "Je t'aime", V. "Baigneuse du clair au sombre", VI. "Dans mon chagrin"] | Música vocal            | 25:00    |
| 1987    | Arioso pour piano et violon (or Cello). | Música de cámara        | 08:00    |
| 1987–88 | Concerto pour viola et orchestre n.º 1. | Música orquestal        | 21:30    |
| 1990    | Poème pour orchestre. | Música orquestal        | 19:00    |
| 1994    | Sonate pour piano et violon. | Música de cámara        | 20:00    |
| 1998    | Tumultes pour piano. | Música solista (Piano)  |          |
| 1999    | Deux images de nuits pour piano. | Música solista (Piano)  |          |
| 1999    | Deux images de nuit | Música solista (Piano)  | 24:00    |
| 2000    | Concerto pour viola et orchestre n.º 2. | Música orquestal        | 25:00    |
| (s.d.)  | Obras radiofónicas: L' etranger (d'après l'œuvre d'Albert Camus), Peter Ibbetson (d'après Georges du Maurier, adapté par Raymond Queneau), La tapisserie de bayeux (texte de Jacques Warnant), Les revoltes de la marie-longue (texte de Loys Masson), Grean cross (texte de Fernand Rhodes), Sentiments de Paris (texte d'André Beucler), Le theatre du crime (texte de Georges Neveux), La brune et la blonde (texte de Nino Frank), Pougatcheff (d'après l'œuvre de Serge Essenine), Priere pour le premier jour de l'ete (texte de Loÿs Masson), pour baryton, récitants, chœur mixte, chœur d'enfants et orchestre | Música para la radio    | -        |

## Discografía selecta
| Año  | Obra                                                                            | Intérpretes                                                                                              | Premios                                                                               | Discográfica                                                  |
| ---- | ------------------------------------------------------------------------------- | --- | ------------------------------------------------------------------------------------- | ------------------------------------------------------------- |
| 1957 | Concerto pour piano et orchestre n.° 1                                          | P. Barbizet, piano; Orquesta Nacional de la Radiodifusión Francesa, dir.: A. Cluytens                    | Grand Prix du Disque de l'Académie Charles Cros                                       | Columbia FCX 500 (Réédition: EMI OVB 500)                     |
| 1967 | Concerto pour violon et orchestre                                               | Christian Ferras, violon; Orquesta Nacional de la ORTF, dir.: C. Bruck                                   | Grand Prix National du Disque (Académie du Disque Français)                           | D.G.G.139 171 (Réédition U.S.A.: Héliodor HS 25058)           |
| 1973 | Visages d'Axël                                                                  | Orquesta Nacional de la ORTF, dir.: D. Chabrun                                                           | Grand Prix de l'Académie Charles Cros, Grand Prix de l'Académie du Disque Français    | Inédits O.RT.F, distribution Barclay, 995 030                 |
| 1981 | Jérôme Bosch Symphonie                                                          | Orquesta Nacional de la ORTF, dir.: D. Chorafas                                                          | Grand Prix de l'Académie du Disque Français                                           | Chant du Monde, MFA CM 480                                    |
| 1981 | Le chant du dépossédé                                                           | A. Opie, barítono; P. Rousseau, narrador; Nouvel Orquesta Filarmónica de Radio France, dir.: M. Soustrot | Grand Prix de l'Académie du Disque Français                                           | Chant du Monde, MFA CM 480                                    |
| 1987 | Arioso, pour violon et piano                                                    | Qian Zhou, violon                                                                                        | Premier Grand Prix du Concours International Marguerite Long-Jacques Thibaud 1987     | REM n°11055                                                   |
| 1989 | Quatour à cordes                                                                | Cuarteto Enesco                                                                                          | Grand Prix de l'Académie du Disque Français, Grand Lauréat pour la musique de chambre | REM, MFA, Société Nationale, CD n.º 3 11060                   |
| 1991 | Concerto pour alto (viola)                                                      | S. Toutain, alto; Filarmónica de Lorraine, dir.: J.S Bereau                                              |                                                                                       | B.N.L 112752                                                  |
| 1993 | Poème Symphonique                                                               | Orquesta Sinfónica de Quebec, dir.: S. Streatfeild                                                       |                                                                                       | REM 311197                                                    |
| 1995 | Million d'oiseaux d'or                                                          | Orquesta de París, dir.: Michel Plasson                                                                  |                                                                                       | 1 CD Erato                                                    |
| 1996 | Sonate pour piano n.º 1-3, Sonate pour violon seul, Sonate pour violon et piano | Geneviève Ibanez, piano; Brigitte Vandôme, piano; Christian Ferras, violon; Stéphane Tran Ngoc, violon.  | Grand prix de la Nouvelle Académie du Disque                                          | 1 CD REM                                                      |
| 1999 | Concerto pour piano et orchestre n.° 1                                          | Pierre Barbizet, piano; Orquesta Nacional de Francia, dir.: André Cluytens                               |                                                                                       | Réédition dans le coffret EMI "André Cluytens accompagnateur" |